# Бельковщинский сельсовет
Бельковщинский сельсовет (белор. Бялькоўшчынскі сельсавет; до 2004 года — Жовнинский) — административная единица на территории Верхнедвинского района Витебской области Беларуси. Административный центр — агрогородок Бельковщина.

## История
Был образован в 1924 году в Верхнедвинском (тогда — Дриссенском) районе БССР, в 1925 году его переименовали в Жовнинский с центром в деревне Жовнино, в 2004 был переименован в Бельковщинский, к нему также был присоединён упразднённый Голубовский сельсовет (деревня Голубово).
29 апреля 2004 года Жовнинский сельсовет переименован в Бельковщинский.
В 2008 году упразднены населённые пункты: деревни Барсуки, Матуки, Поташня.
В 2010 году деревня Бельковщина преобразована в агрогородок.
В 2011 году деревня Голубово преобразована в агрогородок. 
11 февраля 2023 года упразднены сельские населённые пункты — Гороватки, Заборье, Крыськово, Роскоши.

## Состав
Бельковщинский сельсовет включает 28 населённых пунктов:
- Бельковщина — агрогородок.
- Болотино — деревня.
- Боровка — деревня.
- Воробьево — деревня.
- Гирдюки — деревня.
- Голубово — агрогородок.
- Желтовщина — деревня.
- Жовнино — деревня.
- Заря — деревня.
- Заточье — деревня.
- Коршуны — деревня.
- Лавруки — деревня.
- Лакисово — деревня.
- Лозовой — посёлок.
- Мартиново — деревня.
- Мыково — деревня.
- Петюлево — деревня.
- Пользино-1 — деревня.
- Пользино-2 — деревня.
- Пушталево — деревня.
- Редкорово — деревня.
- Савченки — деревня.
- Свиравщина — деревня.
- Свольно — деревня.
- Соколовщина — деревня.
- Тоболки — деревня.
- Ульяново — деревня.
- Янино — деревня.

Упразднённые населённые пункты:
- Барсуки — деревня[5].

- Гороватки — деревня[8].

- Заборье — деревня[8].
- Крыськово — деревня[8].
- Матуки — деревня[5].
- Поташня — деревня[5].

- Роскоши — деревня[8].